# Acanthopharyngoides quintus
Acanthopharyngoides quintus is een rondwormensoort uit de familie van de Desmodoridae.